# Синагоги Карлсруэ

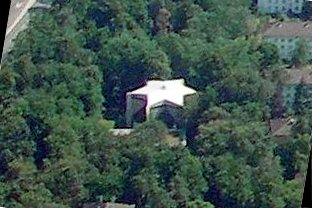
Синагога Карлсруэ с высоты птичьего полёта

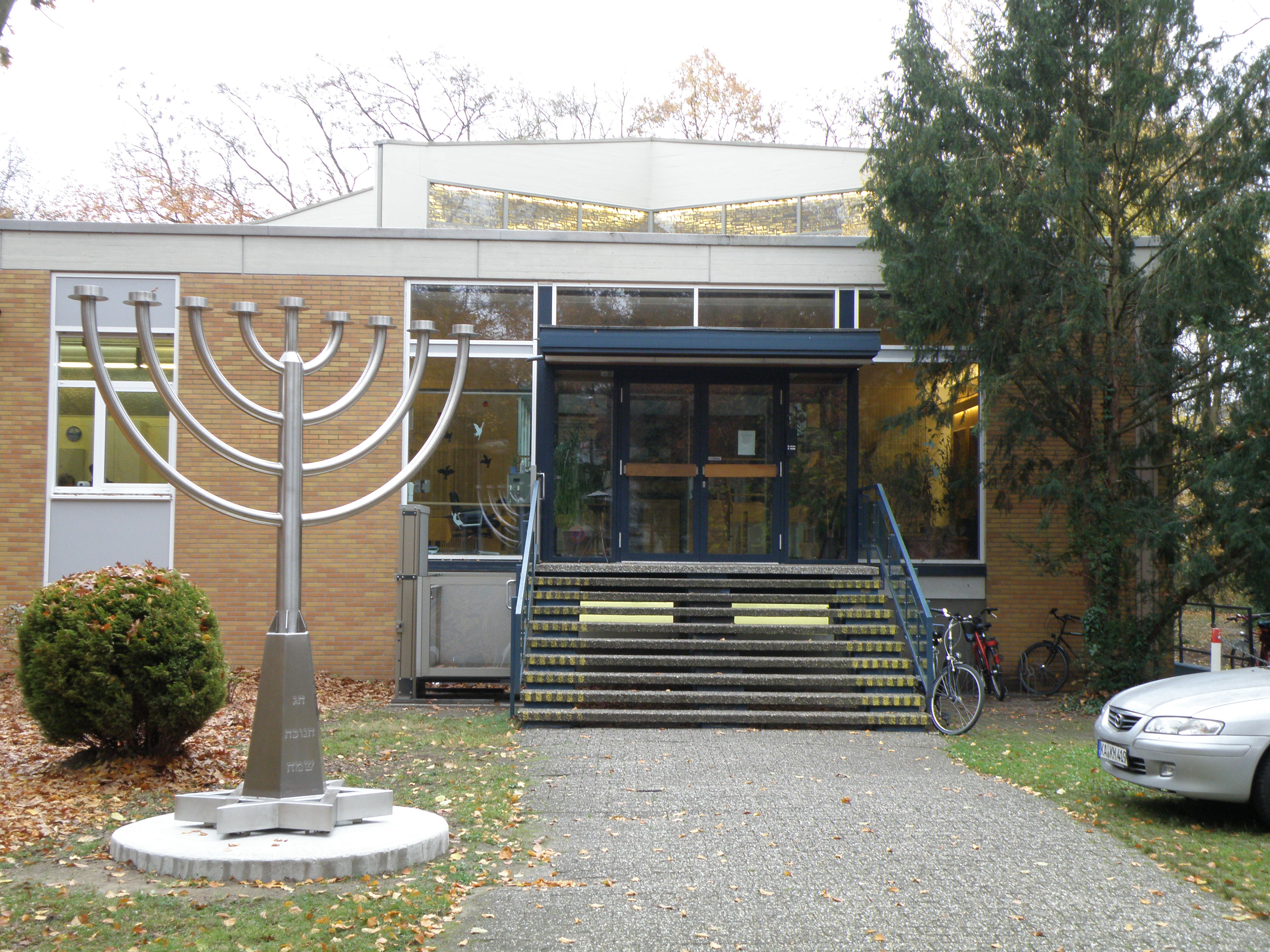
Центральный вход. 2011

Современная синагога, принадлежащая еврейской общине немецкого города Карлсруэ построена в 1971 году. У этого здания было несколько предшественников.

## Сегодняшняя синагога (с 1971)
Для еврейской общины в 1971 году было введено в эксплуатацию новое здание в городском районе Нордштадт на Книлингер-аллее,11 (Knielinger Allee 11).
Проект новой синагоги был создан архитектурным бюро «Backhaus & Brosinsky» Германа Бакхауса (1921-2001) и Харро Вольфа Бросинского (1920-2001), которые ранее занимались подготовкой различных проектов для строительных компаний и жилых комплексов, в частности для Фольксвонунг (Volkswohnung).
Синагога выполнена в форме звезды Давида. Поверхности стен представляют собой наклонные треугольники. Интерьер создает впечатление пребывания в шатре. В синагоге имеется банкетный зал, используемый также для репетиций хора, концертных выступлений и театральных постановок. Миква отсутствует.
До 2007 года были выполнены пристройки, в которых находятся учебные классы образовательного центра, кухня, столовая, офисные и хозяйственные помещения, и библиотека общины. В настоящее время здесь также располагается Центральный совет еврейских религиозных общин Бадена (IRG Baden).

## История прежних зданий

### Первая синагога
Уже в первом десятилетии после основания в 1715 г. маркграфом Карлом III Вильгельмом города Карлсруэ, у евреев был Дом молитвы с миквой. Сегодня это место находится на Кроненштрассе,15 (Kronenstraße 15).

### Синагога Вайнбреннера, 1798—1871

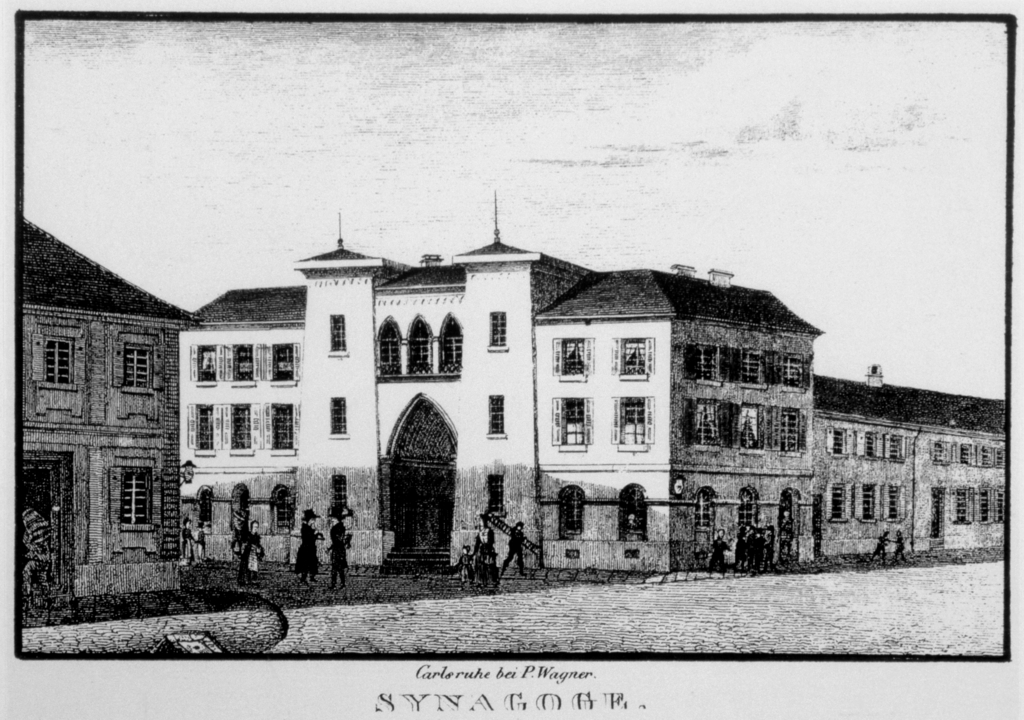
Синагога Фридриха Вайнбреннера

Помещение XVIII века было слишком тесным что привело к возникновению планов строительства более просторного здания синагоги в Карлсруэ. Проект этого здания разработал только что вернувшийся из Рима, молодой архитектор Фридрих Вайнбреннер. Это был его первый крупный проект в городе Карлсруэ, образ которого благодаря своим последующим постройкам он полностью изменил в течение своей жизни. С церемонии закладки фундамента 10 июня 1798 на участке прежнего места богослужений  на Кроненштрассе,15 (Kronenstraße 15) началось строительство. Уже с 1800 года здание стало использоваться. Была открыта Еврейская школа и «Бейт Исраэль» (дом Израиля) для молитв, предподавания и общественных мероприятий. Официальное открытие состоялось только в 1806 в присутствии маркграфа Карла Фридриха.
Комплекс между Кроненштрассе и Лангештрассе (ныне Кайзерштрассе) состоял из главного здания с квартирами и административными помещениями, дворика для проведения свадеб и праздника Суккот, миквы для ритуальных омовений и непосредственно помещения для молитвы с Ароном Койдешем (Священным ковчегом).
Постройка была примером здания в стиле раннего неоклассицизма со стрельчатыми монументальными арками, подобными стилистическим элементам ориентализма. Египетский стиль пилонов по обе стороны портала, острые аркады и дорические колонны во внутренней части интерьера вокруг двора характеризовали полновесное строительство, которое было также образцом для последующих строений этого стиля с его восточным обаянием и моделью для других зданий в 19-м веке.
Постройка была выполнена большей частью из дерева и пиломатериалов. Эта синагога сгорела в ночь на с 29 на 30 мая 1871. Пожар был вызван возгоранием соседнего по улице дома, в результате чего пламя перекинулось и на синагогу.

### Либеральная синагога, 1872—1938
Была построена на Кроненштрассе,15 (Kronenstraße 15), на том же месте, где сгорело здание синагоги Вайнбреннера. Проект был разработан и введен в эксплуатацию архитектором Йозефом Дурмом, впоследствии оформлявшим официальную резиденцию города Карлсруэ.
Главный фасад вместе с боковыми зданиями образовывал небольшой дворик. В здании был орган.
Во время погромов, начавшихся с Хрустальной ночи в ноябре 1938 синагога была снесена. 

### Ортодоксальная синагога, 1881—1938

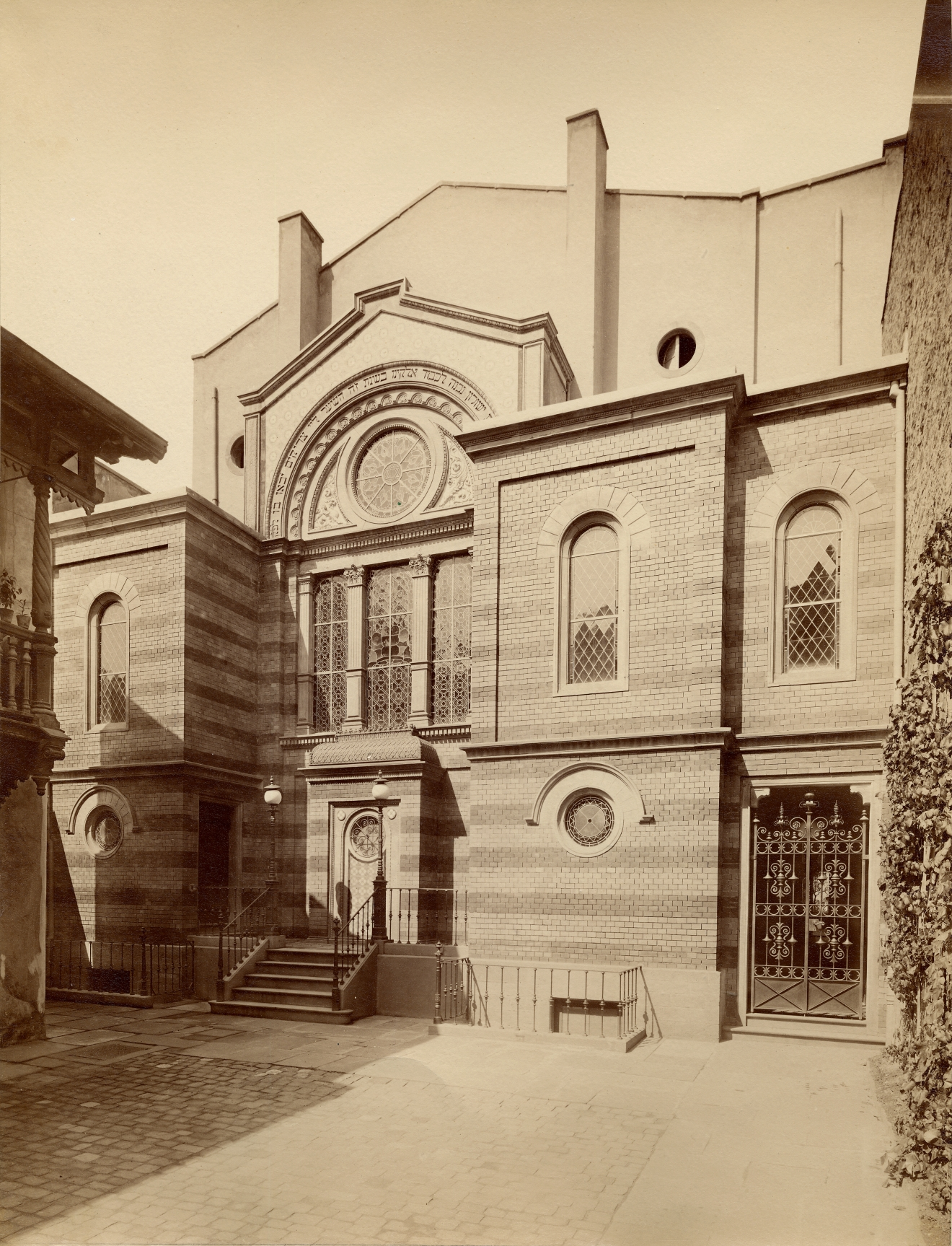
Ортодоксальная синагога. 1900.

В 1881 году по проекту Густава Циглера была построена другая синагога на Карл-Фридрих-Штрассе,16 (Karl-Friedrich-Straße 16). Этот общинный центр, а также дом молитвы и школа принадлежали Ортодоксальной еврейской религиозной общине, придерживающейся старой еврейской традиции ортодоксального направления.
Благодаря расположению земельного участка, передний фасад здания должен был размещаться на восточной стороне. За входом находился Арон Койдеш.
Эта синагога также была разрушена в 1938. На сегодняшний день только мемориальная доска напоминает о её бывшем местоположении.

### Синагога Курйеля и Мозера 1889

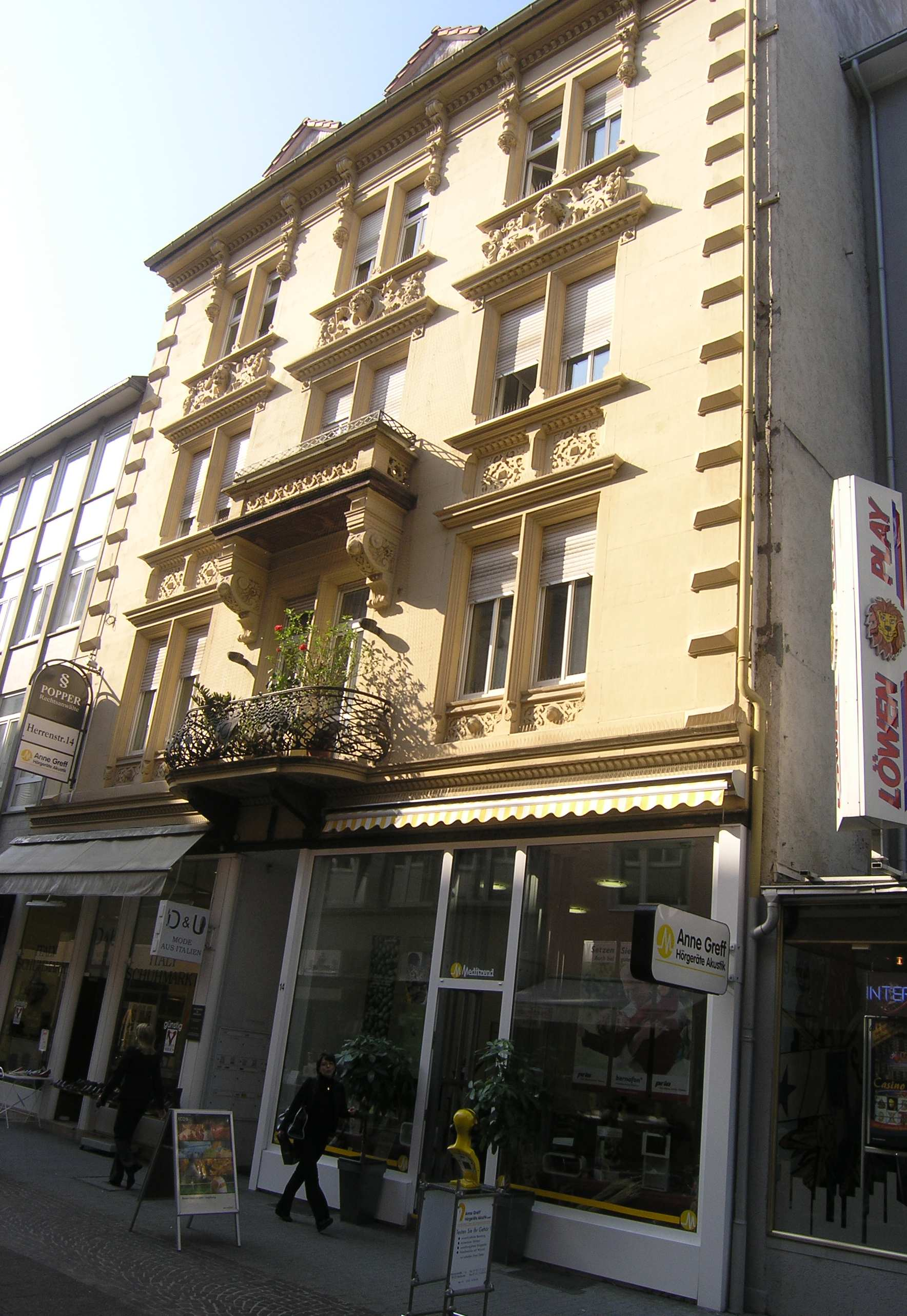
Здание бывшей синагоги

В 1889 году швейцарские архитекторы Роберт Курйель и Карл Мозер возвели здание на Херренштрассе,14 (Herrenstraße 14).
Этот общинный дом, вместе со зданием отеля Нассауэр Хоф на Кригштрассе,88 (Kriegsstraße 88), стали последним прибежищем для многих евреев Карлсруэ перед депортацией их в концентрационный лагерь Гюрс. Здание не было разрушено во время войны, и затем служило для тех, кто уцелел и пожелал возвратиться, а также для переехавших в качестве синагоги и общинного центра.

### Кладбище 1895

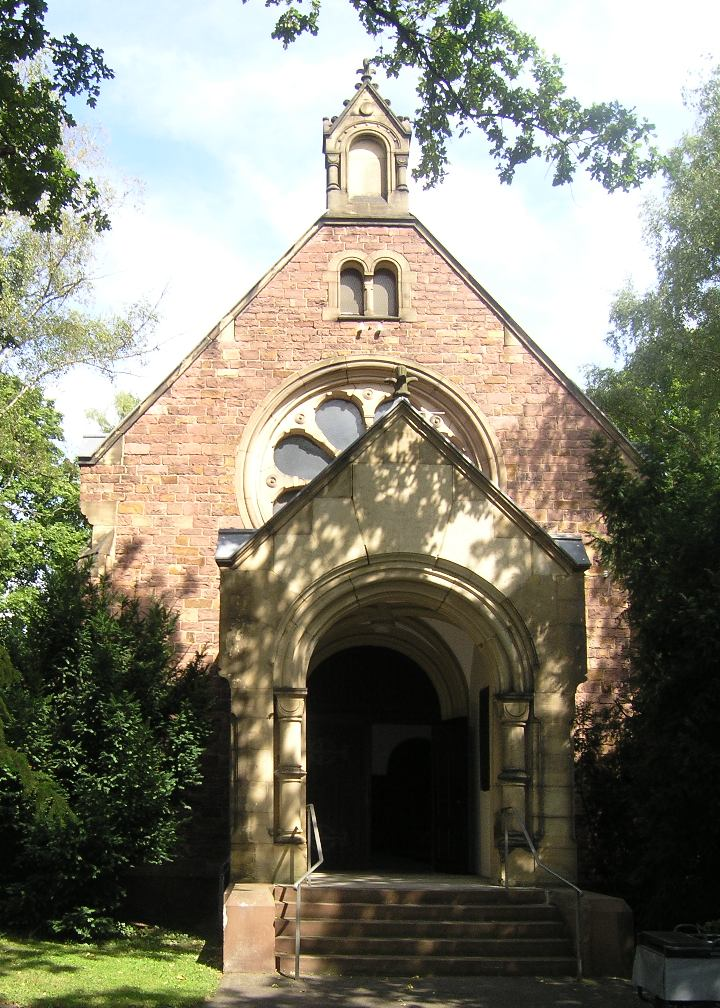
Здание для ритуалов

В 1895 году на Главном кладбище в Карлсруэ на еврейском участке было построено здание, предназначенное исключительно для ритуалов, предшествующих похоронам по еврейской традиции. Кроме связанных непосредственно с погребением, никакие другие богослужения здесь не были предусмотрены и не проводились. Это здание сохранилось и функционирует в настоящее время. Слева у входа в здание сохранилась установленная в 20-х годах XX века мемориальная плита, на которой выгравированы имена жителей Карлсруэ — евреев, погибших на фронтах Первой мировой войны защищая немецкую родину.